# Palazzo d'Aquino di Caramanico
El Palazzo d'Aquino di Caramanico en el centro de Nápoles, Italia, es un palacio ubicado en vía Medina en el Quartiere San Giuseppe de Rione Carita. Está flanqueado por el contemporáneo Palazzo Giordano y dos puertas más abajo del moderno y alto NH Hotel de Embajador. 
El arquitecto de Rococó Ferdinando Fuga trabajó en la construcción de este palacio  durante 1775 y 1780 (y jugó un papel importante en el diseño del adyacente Palazzo Giordano). El interior fue pintado por Giovanni Funaro y Nicola Malinconico. Durante 1927, el palacio se convirtió en oficinas del Partido Fascista.